# Dagny Baczyńska-Kissas
Dagny Baczyńska-Kissas (ur. 17 lutego 1980 w Warszawie) – polska pianistka klasyczna, kompozytorka, teoretyczka muzyki, pedagożka, tancerka.
Dagny Baczyńska-Kissas koncertuje jako pianistka w Polsce i za granicą (w tym w Grecji i we Francji), wykonując recitale solowe i kameralne. Występowała m.in. w Łazienkach Królewskich, w Zamku Królewskim, w Filharmonii Warszawskiej, w Filharmonii Wrocławskiej, w Filharmonii Gorzowskiej, w Zamku Książąt Pomorskich w Słupsku, na Festiwalu Warszawska Jesień, w Galerii Porczyńskich, w Pałacu Książąt Czartoryskich w Puławach, w Warszawskim Towarzystwie Muzycznym, na Pelion Festival w Grecji. Jej repertuar to utwory od baroku do współczesności. Artystka głównie specjalizuje się w wykonawstwie muzyki F. Chopina i muzyki współczesnej – w tym W. Rudzińskiego, R. Stradomskiego, G. Kissas, J. Siwińskiego (w tym „Dźwiękojmia”) i własnych kompozycji.
Ukończyła studia w Akademii Muzycznej im. Fryderyka Chopina w Warszawie: Wydział Fortepianu w klasie prof. Bronisławy Kawalli (2004), Wydział Teorii Muzyki (2005) oraz Studia Podyplomowe na Wydziale Fortepianu w klasie prof. Andrzeja Stefańskiego (2006).
Dagny Baczyńska-Kissas jest laureatką nagród za solowe płyty pianistyczne, w tym: II nagrody na Międzynarodowym Multimedialnym Konkursie „Chopin XXI wieku” w Niepokalanowie (2011) – za nagranie własnego recitalu chopinowskiego, III nagrody na IX Polonijnym Festiwalu Multimedialnym „Polskie Ojczyzny 2014” za płytę „Piano compositions” z własnymi kompozycjami pianistycznymi i we własnym wykonaniu oraz II nagrody na X Polonijnym Festiwalu Multimedialnym „Polskie Ojczyzny 2015 za płytę „Pro Patria” z utworami F. Chopina i własnymi kompozycjami we własnym wykonaniu i II nagrody na Festiwalu Polonijnym Multimedialnym „Losy Polaków” 2016 za 2-płytowy album „Resurrection” – własne kompozycje we własnym wykonaniu, nagrody specjalnej na XXXII Międzynarodowym Katolickim Festiwalu Filmów i Multimediów 2017 w Niepokalanowie za płytę pianistyczno-kompozytorską „Misteria Antiqua Polonia”, II nagrody na XII Festiwalu Polonijnym „Losy Polaków” z płytę pianistyczno-kompozytorską „Misteria Antiqua Polonia” oraz III Nagrody na XXXIII Międzynarodowym Katolickim Festiwalu Filmów i Multimediów 2018 w Niepokalanowie za płytę pianistyczno-kompozytorską „Iesus Christus Salvator”, III nagroda na XIII Festiwalu Polonijnym „Losy Polaków” 2018 za album „Patriotica”- F. Chopin, I. J. Paderewski, S. Bortkiewicz, D. Baczyńska-Kissas i III nagroda na XVII Festiwalu „Losy Polaków” 2022 za płytę pianistyczno-kompozytorską Nocturny.
Uczestniczyła w licznych konkursach pianistycznych: w tym  w edycji XV i XVI Międzynarodowego Konkursu Pianistycznego im. F. Chopina w Warszawie, w IV Międzynarodowym Konkursie Pianistycznym im. F. Liszta we Wrocławiu.
Jest laureatką I miejsca na Festiwalu "Sound of Music" 2023, I miejsca w Konkursie "Art Marathon in Cyprus" 2023, III miejsca w Międzynarodowym Konkursie Chopinowskim Gloria Artis w Wiedniu 2023, Grand Prix w "Magic Sounds of Romania" International Art Competition 2023, I miejsca w "Paints of Spanish Sun" International Online Competition, I miejsca w Live Muse Art Spring Piano International Competition 2024, Gold Prize w Debussy International Music Competition 2024 w kategorii muzyki romantycznej oraz międzynarodowych nagród kompozytorskich:
I miejsce na Festiwalu "Lugoj Melos Fest" 2023, I miejsce w Konkursie "Cambridge Music Competition" 2023 i II miejsca w International Vivaldi Music Competition 2023, Gold Prize w European Classical Music Visionary Award 2024.
Jako kameralistka i akompaniatorka, Dagny Baczyńska-Kissas wykonywała utwory muzyki XX i XXI wieku autorstwa Jarosława Siwińskiego, Georgiosa Kissasa, Witolda Rudzińskiego, brała udział w koncertach Bogny Lewtak-Baczyńskiej z wielką poezją polską i koncertach z klarnecistą Erwinem Thomczykiem i z improwizacjami muzycznymi z Mają Baczyńską.
Brała udział w mistrzowskich kursach pianistycznych prowadzonych przez K. Kennera, W. Mierżanowa, K. Radziwonowicza, B. Kawallę, P. Eichera, T. Herbuta, J. Ribera, J. Olejniczaka, T. Chmielewskiego, R. Augustyna.
Dagny Baczyńska-Kissas działa również jako kompozytorka, zajmując się w szczególności muzyką fortepianową. Jej utwory to: „Noc” na orkiestrę, „Tortury” na chór, miniatury na skrzypce i fortepian, na organy i na inne instrumenty oraz wiele innych cykli utworów na fortepian, inspirowanych tematyką filozoficzną, historyczną i religijną, prezentowanych w Polsce i za granicą w tym w Grecji i na Białorusi. Jej najważniejsze dzieła oraz cykle utworów na fortepian to: dzieło „Misteria Antiqua Polonia”, cykle: „Wizje”, „Gwiezdna suita”, Preludia-Poematy, Preludia-Etiudy, Preludia-Obrazy, Preludia-Impresje, „Modlitwy”, Fantazje na fortepian: w tym „Husaria”, „Dies Irae”, Fantazja na temat Hymnu Bogurodzica, „Chrystus Zbawiciel”, „Ecce Homo”, Polonezy – cykl „Pro Patria”, Nokturny, Impresje, Bukoliki, Suity. Część powyższych utworów znajduje się na nagrodzonych płytach artystki.
Jako pianistka i tancerka we własnej choreografii występowała w roli Rybki w Mikrooperze Jarosława Siwińskiego – „Milcząca Rybka”, w spektaklu „Dziwnotwory” Mai Baczyńskiej – w utworze „Night on the small lake” do muzyki Georgiosa Kissasa. Występowała także wielokrotnie w konkursach choreograficznych w ramach Warszawskiej Platformy Tańca. Jest autorką choreografii do własnych utworów muzycznych, które sama wykonywała jako pianistka i tancerka: „Dies Irae”, „Czarodziejka i gwiazdy”, a także „Lato” do muzyki Antonia Vivaldiego i „Zakochanie” do muzyki Bogny Lewtak-Baczyńskiej. W 2011 r. otrzymała II nagrodę na Międzynarodowym Multimedialnym Konkursie „Chopin XXI wieku” w Niepokalanowie za nagranie własnego tańca i choreografii do Poloneza B-dur Fryderyka Chopina. Dagny Baczyńska-Kissas interesuje się jako teoretyk i praktyk badaniem powiązań pomiędzy interpretacją pianistyczną, a interpretacją baletową. Ma w dorobku artykuły teoretyczne, udziały w konferencjach poświęconych muzyce i sztukom wizualnym, w tym – pięknym oraz solowe płyty pianistyczne.

## Płyty Dagny Baczyńskiej-Kissas
- Recital: Rachmaninow, Bach 2004[17]
- Recital: Chopin, Chopin 2004[18]
- Recital: Chopin, Liszt, Serocki 2004[18]
- Recital: Rachmaninow, Messiaen 2004[18]
- Recital F. Chopin, F. Liszt, A. Malawski, K. Szymanowski, O. Respighi 2006
- Recital: Chopin 2010
- Recital: „Dagny Baczyńska-Kissas – Piano compositions” 2014
- Recital: „Pro Patria” – F. Chopin i D. Baczyńska-Kissas 2014/2015
- Album – „Resurrection” 2016
- Recital: „Poetica” – D. Baczyńska-Kissas 2016
- Recital: „Misteria Antiqua Polonia” – D. Baczyńska-Kissas 2017
- Recital: „Iesus Christus Salvator” – D. Baczyńska-Kissas 2018
- Album: „Patriotica” – F. Chopin, I. J. Paderewski, S. Bortkiewicz, D. Baczyńska-Kissas 2018
- Recital: „Inspiration” – F. Chopin, D. Baczyńska-Kissas 2019
- Recital: "Nokturny" - D. Baczyńska-Kissas 2021
- Album: "Polish Nocturnes" - F. Chopin, D. Baczyńska-Kissas, I. F. Dobrzyński. M. Szymanowska, J. Wieniawski 2022-2023
- Udział jako kameralistka i solistka w nagraniach nagrodzonych płyt Bogny Lewtak-Baczyńskiej z wielką poezją polską: „Wypominki” i „Być może” – utwory z repertuaru E. Demarczyk, Cz. Niemena, E. Piaf, utwory W. Kilara, kompozycje D. Baczyńskiej-Kissas[1].

## Artykuły Dagny Baczyńskiej-Kissas
- Wykonawstwo i interpretacja muzyczna: artykuł z zakresu teorii muzyki[18].
- O wykonawstwie i interpretacji muzycznej[19].
- Messiaen – malarz i filozof muzyczny: rozważania na przykładzie Ośmiu Preludiów na fortepian[20].
- Malarz i filozof muzyczny. Rozważania na przykładzie Ośmiu preludiów na fortepian Oliviera Messiaena[18].